# Morning Glory (Kim Hyun-ah)
Morning Glory è un brano musicale dell'album A'wesome della cantante sudcoreana Kim Hyun-ah pubblicato nell’agosto 2016, featuring il rapper coreano Isle Qim.
Il video del brano è stato rilasciato il 25 agosto 2016.